# Amorphochelus collaris
Amorphochelus collaris är en skalbaggsart som beskrevs av Marc Lacroix 1997. Amorphochelus collaris ingår i släktet Amorphochelus och familjen Melolonthidae. Inga underarter finns listade i Catalogue of Life.